# Kal Chenār
Kal Chenār (persiska: Kaleh Chendār, Kalchandār, کل چنار) är en ort i Iran.   Den ligger i provinsen Khuzestan, i den centrala delen av landet, 400 km söder om huvudstaden Teheran. Kal Chenār ligger 1 106 meter över havet och antalet invånare är 593.
Terrängen runt Kal Chenār är kuperad åt sydost, men åt nordväst är den bergig.Runt Kal Chenār är det ganska tätbefolkat, med 56 invånare per kvadratkilometer. Kal Chenār är det största samhället i trakten. Trakten runt Kal Chenār består i huvudsak av gräsmarker.